# Tong'an (Fujian)
Tong'an is een district in de Chinese stad Xiamen. Men moet dit district niet verwarren met het district Tong'an in de Chinese provincie Guangxi.
Tongan werd in het jaar 282 n.Chr. gesticht. In 2003 werd het district verkleind door de nieuwe indeling van Xiamen.

## Bestuurlijke indeling
Tong'an is verdeeld in:
- twee jiedao
  - Datong 大同
  - Xiangping 祥平
- zes grote gemeentes
  - Hongtang 洪塘
  - Tingxi 汀溪
  - Lianhua 莲花
  - Xinmen 新民
  - Wuxian 五显
  - Xihe 西柯
- andere
  - Zhu economische zone 竹坝开发区
  - Fengnanboerderij 凤南农场
  - Baishalunboerderij 白沙仑农场

Totaal zijn er eenentachtig dorpen en tweeënveertig dorpsgemeenschappen.